# Alex Baroni (album)
Alex Baroni è l'eponimo album di debutto da solista del cantante italiano Alex Baroni, pubblicato nel 1997 da BMG Ricordi.

## Il disco
Il disco venne pubblicato in seguito alla partecipazione di Alex Baroni al Festival di Sanremo di quell'anno, dove ottiene un grandissimo successo, nella «Categoria Giovani», con la canzone intitolata Cambiare, con testo dello stesso Baroni e musiche di Massimo Calabrese, Marco Rinalduzzi e Marco D'Angelo. Il brano viene presentato alla 47ª edizione del Festival di Sanremo nella sezione "Nuove proposte" dove vince il premio come "Miglior voce del Festival", premiato dalla giuria di qualità, presieduta da Luciano Pavarotti, e il "Premio Volare", intitolato a Domenico Modugno (la canzone viene premiata come miglior canzone del Festival).
L'album vendette 200 000 copie circa e raggiunge il numero 38 in classifica e si piazzò al numero 138 nella Top 200 di fine annata 1997.
Scrivi qualcosa per me venne inoltre promossa con un videoclip.

## Tracce
1. Dentro di te – 3:38 (testo: Alex Baroni, Mariella Lauria – musica: Massimo Calabrese, Marco Rinalduzzi, Marco D'Angelo)
2. Cambiare – 4:13 (testo: Alex Baroni – musica: Massimo Calabrese, Marco Rinalduzzi, Marco D'Angelo)
3. Non vivo – 3:48 (testo: Alex Baroni – musica: Massimo Calabrese, Marco Rinalduzzi)
4. La voce della luna – 4:07 (testo: Pino Marino – musica: Massimo Calabrese, Marco Rinalduzzi, Marco D'Angelo)
5. Bersaglio mobile – 3:30 (testo: Piero Calabrese – musica: Alex Baroni, Nicolò Fragile)
6. Scrivi qualcosa per me – 3:26 (testo: Alex Baroni – musica: Massimo Calabrese, Marco Rinalduzzi, Marco D'Angelo)
7. Ce la farò – 4:32 (testo: Alex Baroni, Mariella Lauria – musica: Massimo Calabrese, Marco Rinalduzzi, Marco D'Angelo)
8. Male che fa male – 5:05 (testo: Alex Baroni, Piero Calabrese – musica: Benito Madonia, Andrea Zuppini)
9. Io ci sarò – 4:07 (testo: Alex Baroni – musica: Massimo Calabrese, Marco Rinalduzzi, Marco D'Angelo)
10. Parlo di te e di me – 4:42 (testo: Alex Baroni, Piero Calabrese – musica: Massimo Calabrese, Marco Rinalduzzi, Marco D'Angelo)
11. In My Life – 2:39 (John Lennon, Paul McCartney)

## Formazione
- Alex Baroni: voce, cori
- Marco Rinalduzzi e Massimo Calabrese: produzione artistica e realizzazione
- Marco Rinalduzzi: arrangiamenti, missaggio, musiche, programmazione computer, cori, tastiera, chitarra
- Marcello Surace, Derek Wilson: batteria
- Fabio Pignatelli: basso
- Marco Siniscalco, Massimo Pizzale: basso, cori
- Alessandro Centofanti: pianoforte, organo
- Danilo Rea: pianoforte
- Alberto Bartoli: percussioni
- Luca Velletri, Claudia Arvati, Massimo Zuccaroli, Augusto Giardino, Maria Grazia Fontana, Laura Serra, Fabrizio Sciannameo, Guido Maria Marcelletti, Lara Martelli, Salvatore Fabrizio, Rudy Costa, Stefania Calandra, Fabio Alessandri, Maurizio Boco: cori
- Massimo Calabrese: coordinamento art-graphics, musiche, basso (live)
- Marco D'Angelo: musiche, cori
- Piero Calabrese: testi, cori
- Marco Covaccioli: tecnico del suono per le registrazioni e missaggio, assistente alla produzione artistica
- Valter Bottoni e Giuseppe Paolantonio: assistenti
- Nando D'Eramo by Optimes: masterizzazione
- Gloria Fegiz: foto di copertina e foto interne
- Nando Borrello: foto di gruppo
- Flavia Altieri: grafica ed elaborazioni al computer
- YouYoung - Enrico Coveri: abiti

## Classifiche
| Classifica (1997) | Posizione massima |
| ----------------- | ----------------- |
| Italia            | 38                |